# Larvibule et ses évolutions
Larvibule, et ses évolutions Chrysapile et Lucanon, sont une famille de Pokémon de la septième génération. Larvibule est de type insecte, et Chrysapile et Lucanon sont de type insecte / électrik.
Larvibule a été révélé mondialement le 14 juin 2016, lors de la diffusion d'un Nintendo Treehouse à l'E3. Ses évolutions sont présentées le 1er juillet 2016.

## Création

### Étymologie
Le nom français « Larvibule » est un mélange des mots « larve » et « mandibule ».

## Description

### Larvibule
Larvibule est une larve d'insecte possédant deux mandibules et un casque orange et rouge. Sa tête marron est pourvue de deux grands yeux.
Selon le Pokédex, il se sert de ses mandibules pour combattre, mais aussi pour creuser dans la terre. On dit qu'il produit des fils de soie, avec laquelle il se balance aux arbres.